# Přídatný nerv
Přídatný nerv (latinsky: nervus accesorius), jinak též XI. hlavový nerv, je hlavový nerv vyvinutý u amniotických obratlovců. Jeho jméno je odvozeno od skutečnosti, že je „přídatný“ k bloudivému nervu – vede totiž některé nervové dráhy, které u nižších obratlovců prochází bloudivým nervem.

## Původ
Lidský přídatný nerv má zajímavou anatomii. Pouze část vláken je skutečně mozkového původu a vychází z jádra nucleus ambiguus v prodloužené míše. Velká část nervových svazků řazených k přídatnému nervu ve skutečnosti vychází z míšních kořenů krční míchy (C1–C6). Studie z roku 2007 dokonce ukázala, že u většiny lidských jedinců není možné najít žádné spojení mezi prodlouženou míchou a přídatným nervem.

## Funkce
Udává se, že kraniální část přídatného nervu (tzn. ta vystupující z prodloužené míchy) inervuje svaly hrtanu. Část vycházející z krční míchy je tvořena motorickými nervy, které ovládají kývač hlavy (m. sternocleidomastoideus) a trapézový sval (m. trapezius). Poškození příslušných drah může způsobit obrnu těchto svalů.